# Phytomyza inulicola
Phytomyza inulicola är en tvåvingeart som beskrevs av Erich Martin Hering 1937. Phytomyza inulicola ingår i släktet Phytomyza och familjen minerarflugor.
Artens utbredningsområde är Tyskland. Inga underarter finns listade i Catalogue of Life.